# Fort Hill Rural Historic District
Als Fort Hill Rural Historic District wird ein gut 40 ha großes Gebiet östlich des U.S. Highway 6 bei Eastham im Bundesstaat Massachusetts der Vereinigten Staaten bezeichnet, das im Jahr 2001 als Historic District in das National Register of Historic Places eingetragen wurde. Es besteht vorwiegend aus Feldern, Wäldern und Salzwiesen und umfasst im Wesentlichen die Grundstücke von zwei ehemaligen Bauernhöfen. Aufgrund seiner geografischen Lage am östlichsten Punkt des Cape Cod ist das Gebiet Teil der Cape Cod National Seashore.

## Aufteilung
Die Bezeichnung Fort Hill geht wahrscheinlich auf ein Gesetz des Plymouth Colony Court aus dem Jahr 1653 zurück, in dem aufgrund eines erneuten Seekriegs zwischen den Briten und den Holländern alle Städte der Kolonie aufgefordert wurden, entsprechende Verteidigungsanlagen zu errichten, zumal die Spannungen zwischen Neuengland und Nieuw Amsterdam über Handelsbeziehungen zu den Indianern stetig anstiegen. Fort Hill wäre ein passender Standort für Artillerie gewesen, wurde aber tatsächlich nie befestigt.
Zum Historic District gehören neben weitläufigen offenen Flächen auch drei historische Häuser mit Nebengebäuden. Der District wird im Osten durch die Nauset Marsh, im Süden durch die Town Cove bzw. den Town Creek begrenzt. Im Norden grenzt das Gebiet an die Hemenway Road, im Westen bildet die Grenze der Cape Cod National Seashore zugleich die Begrenzung des Fort Hill Rural Historic District.

### Gebäude
Im Südwesten des Gebiets stehen die drei Bauwerke, die jeweils als Contributing Property – also als zur historischen Bedeutung beitragend – anerkannt wurden. Dieser Bereich wird auch als Fort Hill Road Area bezeichnet. Während das Captain Edward Penniman House im Eigentum des National Park Service (NPS) steht, befinden sich die anderen beiden Häuser in Privatbesitz.

#### Captain Edward Penniman House

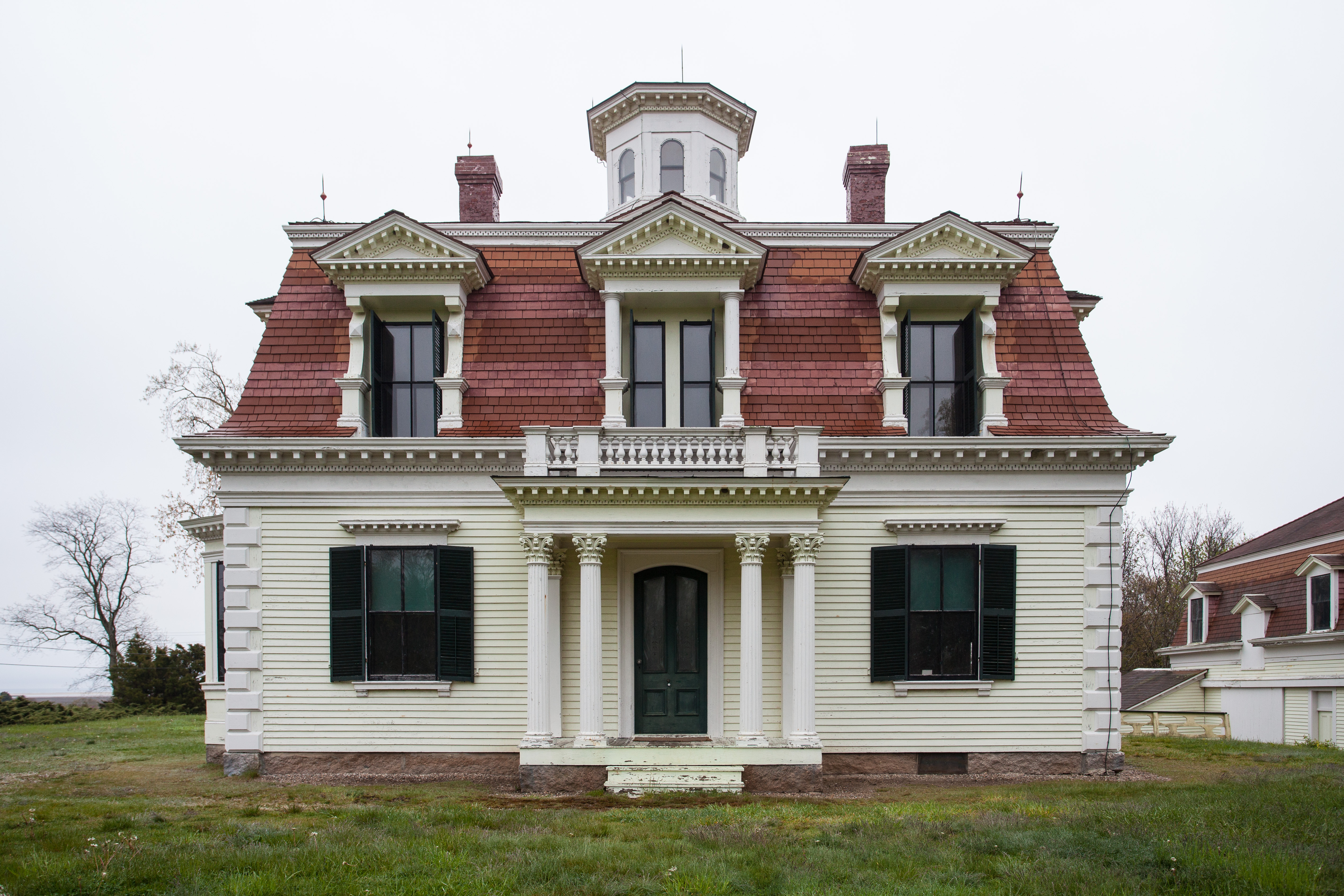
Das Edward Penniman House, 2012

Das 1868 errichtete Edward Penniman House befindet sich an der Südseite der Fort Hill Road und ist saisonal für die Öffentlichkeit zugänglich. Es ist zweieinhalb Stockwerke hoch, verfügt über ein Mansarddach und wurde vollständig aus Holz im Stil des Second Empire errichtet. Auf dem Dach befindet sich eine achteckige Kuppel mit Fenstern. Es ist eines der am besten erhaltenen Gebäude dieses Baustils am gesamten Cape Cod.
Als Besonderheit gilt die bereits zum Zeitpunkt der Errichtung integrierte Wasserversorgung, die zur ersten ihrer Art in Eastham gehörte. Zwei Spülbecken in der Küche und ein Badezimmer im Obergeschoss werden von zwei Zisternen versorgt, die sich in der Attika bzw. unterhalb des Bodenniveaus in der Nordostecke des Hauses befinden. Das Haus befindet sich weitgehend unverändert im Originalzustand. Zum Wohnhaus gehört eine südöstlich davon stehende Scheune, die im selben Baustil errichtet wurde.

#### Sylvanus Knowles House

Das Sylvanus Knowles House

Das in Privatbesitz befindliche Sylvanus Knowles House steht nördlich der Fort Hill Road direkt gegenüber dem Edward Penniman House und wurde ca. 1864 im Stil des Greek Revival vollständig aus Holz errichtet. Das zweistöckige Haus verfügt über ein Giebeldach und weist einen L-förmigen Grundriss auf.

#### Seth Knowles House

Das Seth Knowles House

Das am östlichen Ende der Wohnbebauung stehende Seth Knowles House wurde ca. 1790 im Stil der Georgianischen Architektur errichtet. Es besteht ebenfalls aus Holz, ist zweieinhalb Stockwerke hoch und besitzt ein Giebeldach mit Kreuzgiebel in der Mitte.

### Freiflächen
In der Osthälfte des Historic Districts bestimmen ehemals für landwirtschaftliche Zwecke genutzte Freiflächen mit „klassischer, eingestürzter Eiszeit-Topografie“ das Landschaftsbild. Charakteristisch sind die durch Steinwälle strukturierten, welligen Hügel.
Die unmittelbare Nähe zum Nauset Beach schützte das Gebiet vor der sonst am Cape Cod sehr verbreiteten Erosion, sodass sich die dortige Küstenlinie in den letzten einhundert Jahren nur wenig verändert hat. Lediglich die seit der Einstellung der Landwirtschaft zunehmende Vegetation hat die Ausdehnung der Freiflächen verringert.
Mit seiner Höhe von mehr als 12 m bietet der namensgebende Fort Hill eine gute Panoramasicht über das Gebiet. Im Süden grenzt er an den Town Creek und die Town Cove, an deren gegenüberliegendem Ufer sich moderne Wohnbebauung befindet. Im Osten befindet sich das Marschland Nauset Marsh, das in den Atlantischen Ozean übergeht. An dessen Nordseite steht noch eine ehemalige Station der Küstenwache. Nordwestlich und westlich sind der Ahornsumpf sowie die drei Häuser an der Fort Hill Road zu sehen.

### Ahornsumpf
Das nordwestliche Drittel des Historic District besteht aus einem Rot-Ahorn-Sumpf. Dort befindet sich unmittelbar angrenzend an die Nauset Marsh der Hügel Skiff Hill, der ebenso hoch ist wie der Fort Hill. An der höchsten Stelle des Skiff Hill liegt der Indian Rock, ein 20 Tonnen schwerer Granit-Findling, den die Indianer zum Schärfen ihrer aus Knochen und Steinen bestehenden Werkzeuge bzw. Waffen nutzten.

## Archäologische Bedeutung
Auf dem Gelände des Fort Hill Rural Historic District gibt es insgesamt 14 prähistorische und historische Stätten, zu denen auch der seit 1991 als National Historic Landmark eingetragene Nauset Archeological District zählt. Die Fundorte stammen aus einem Zeitraum von der Archaischen Periode bis zum Kontakt mit den ersten Europäern. Mehrere tausend Artefakte konnten dokumentiert werden.

## Historische Bedeutung
Der Fort Hill Rural Historic District repräsentiert den Stand der organisierten Landwirtschaft am Cape Cod zwischen 1750 und 1900. Während bis zur Mitte des 18. Jahrhunderts von der Gemeinschaft bewirtschaftete Nutzflächen – etwa in Form einer Allmende – dominierten, begann zu dieser Zeit eine soziale und ökonomische Umstellung auf Familienbetriebe. Grundbesitz wurde zunehmend als kalkulierte, individuelle Investition angesehen, bei der Innovationen zu größeren Profiten führten. Charakteristisch für diese Periode waren große Familien, die gemeinschaftlich benachbarte Parzellen bewirtschafteten.

### Bis 1644
Die Gegend um den Fort Hill wurde bereits lange vor der Ankunft der Europäer von den Ureinwohnern genutzt. Als der französische Entdecker Samuel de Champlain 1605 Nauset Harbor erreichte, beschrieb den natürlichen Hafen als mit vielen kleinen Häusern umgeben, zu denen jeweils genug Land gehörte, um die Bewohner mittels Landwirtschaft versorgen zu können.
Der in den 1990er Jahren eingerichtete Nauset Archeological District umfasst unter anderem sechs historische Stätten, deren Lage grob den Standorten der Behausungen und Felder entspricht, die Champlain beschrieben hatte. Vieles spricht dafür, dass die Indianer dauerhaft dort lebten; vor allem bot die Umgebung ein vielfältiges Nahrungsangebot und Zugang zu unterschiedlichsten Lebensräumen wie Wattgebiete, Salzwiesen, Süßwasser-Feuchtgebiete und Waldbereiche, sodass eine Subsistenzwirtschaft ermöglicht wurde.

### 1644 bis 1672
Nachdem die Pilgrim Fathers rund 20 Jahre nach der Gründung von Plymouth erkannten, dass sie nicht den besten Standort gewählt hatten, untersuchten sie andere Orte für eine mögliche Umsiedlung der Stadt. Noch von ihrer ursprünglichen Erkundung war ihnen die Gegend um das heutige Eastham bekannt, doch sie kamen nach zwei neuen Erkundungsmissionen zu dem Schluss, dass dort nicht genügend Ressourcen zur Versorgung der Bevölkerung von Plymouth verfügbar waren, sodass eine vollständige Umsiedlung nicht mehr in Frage kam. 1644 verließen 49 Kolonisten unter der Führung von Thomas Prence die Stadt Plymouth und siedelten sich in Nauset neu an. 1646 wurde die Stadt Nauset gegründet und 1651 in Eastham umbenannt. Ihre Lebens- und Wirtschaftsgrundlage bildete nahezu ausschließlich die Landwirtschaft.

### 1672 bis 1716
Samuel Treat war der erste weiße Siedler, der dauerhaft am Fort Hill lebte. Sein Vater war Gouverneur der Connecticut Colony und Mitgründer von Newark (New Jersey). Treat besaß einen Abschluss vom Harvard College und arbeitete in Eastham fast 45 Jahre lang – und erstmals in der Geschichte vollzeit – als Pfarrer. Da die Stadt nicht genug Geld hatte, bezahlte sie ihn unter anderem mit Grundstücken am Fort Hill sowie in anderen Bereichen der Stadt.
Nachdem er in den 1710er Jahren noch mehr Land käuflich erworben hatte, besaß Treat einen Großteil der Grundstücke am Fort Hill, die heute alle innerhalb der Grenzen des Historic District liegen. Aufgrund der Aufzeichnungen ist davon auszugehen, dass auch Treat Subsistenzwirtschaft betrieb.

### 1742 bis 1800
Nach Treats Tod im Jahr 1717 ging das Eigentum an seinem Wohnhaus 1742 auf Willard Knowles über, dem bei seinem Tod 1786 der gesamte heutige Fort Hill Rural Historic District gehörte. Er betrieb dort einen Bauernhof mit Ackerbau (Mais, Roggen und Weizen) und Viehzucht (Rinder, Schweine und Schafe). Nach seinem Tod wurde das Land zwischen seinen Söhnen Seth und William aufgeteilt. Beide unterhielten ab diesem Zeitpunkt eigene Betriebe in direkter Nachbarschaft; seit dem späten 19. Jahrhundert sind das südliche Haus als Seth Knowles House (benannt nach dem gleichnamigen Enkel von Seth Knowles) und das nördliche als Sylvanus Knowles House (benannt nach dem Enkel von William) bekannt.

### 19. Jahrhundert
Beide Farmen wurden von insgesamt fünf Generationen der beiden Knowles-Familien bewirtschaftet. Sie passten sich dabei ständig den sich verändernden Markt- und Umweltbedingungen an und konnten durch ihre erfolgreiche Arbeit bescheidenen Wohlstand erwirtschaften; der südliche Bauernhof zählte einst zu den drei wertvollsten Grundstücken der Stadt. Dementsprechend fallen auch die meisten baulichen Veränderungen an den Wohnhäusern in diesen Zeitraum.
Die Knowles bauten im Wesentlichen Getreide, Kartoffeln und Obst an und gewannen in kleinem Umfang auch Torf. Kühe lieferten Milch zur Erzeugung von Käse und Butter; mit der Fertigstellung der Eisenbahnverbindung nach Eastham wurde dieser Bereich ausgebaut, da ab diesem Zeitpunkt der Markt für Frischmilch wesentlich größer war. Seth und Sylvanus Knowles waren die ersten Einwohner von Eastham, die mehrmals täglich die Zugverbindung nach Provincetown nutzten, um dort ihre Milch zu verkaufen. In Ergänzung zur Landwirtschaft arbeiteten beide Familien bis in die 1850er Jahre hinein auch in der Salzgewinnung aus Meerwasser. Spezialitäten wie Cranberries und Spargel wurden nur in sehr kleinem Umfang angebaut und hatten keine ökonomische Bedeutung, jedoch setzten die Familien gegen Ende des 19. Jahrhunderts zunehmend auf die Geflügelzucht.

### 20. Jahrhundert
Nach dem Tod von Seth (1905) und Sylvanus (1911) wurden die Betriebe noch kurzzeitig in kleinerem Umfang fortgeführt. 1936 wurde der südliche Bauernhof an Charles A. Gunn verkauft, und 1943 erwarb Dorothy Lucile Kattwinkel die nördliche Farm. Gunn nahm die Landwirtschaft wieder auf und stellte sie vollständig auf die Milcherzeugung mit mehr als 20 Kühen um. Durch eine Vereinbarung mit den Kattwinkels konnte er auf der südlichen Farm Klee und Luzerne anbauen, während auf den nördlichen Weiden seine Kühe grasten.
Im 20. Jahrhundert ging die Bedeutung der traditionellen Landwirtschaft am Cape Cod immer mehr zurück, und der Tourismus nahm in gleichem Maße zu. Die am äußeren Rand gelegenen Gebiete profitierten von der Anbindung an die Eisenbahn und vom Ausbau des U.S. Highway 6, sodass der Sohn von Charles Gunn die Farm aufteilen und Landhäuser errichten wollte. Der Vater jedoch war dagegen und verkaufte das Grundstück stattdessen an die Eheleute James H. und Frances Leach.
James Leach unterhielt zunächst einige Pferde, die er an Touristen vermietete, verkaufte die ehemalige Farm jedoch 1960 an eine Entwicklungsgesellschaft, die das Grundstück in 33 Parzellen unterteilte und diese zum Kauf anbot. Es waren bereits zehn Parzellen verkauft und erste Erdarbeiten begonnen worden, als 1961 die Cape Cod National Seashore eingerichtet wurde und die Arbeiten zum Stillstand brachte.

### 1961 bis heute
Obwohl die Gegend um den Fort Hill ursprünglich nicht zur Cape Cod National Seashore gehörte, wurde das Schutzgebiet nach einer Besichtigung vor Ort dorthin ausgedehnt. Es dauerte jedoch bis 1965, bis der National Park Service alle erforderlichen Grundstücke erworben hatte. Der NPS richtete Wanderwege und Parkplätze ein und übernahm die Landschaftspflege.